# Alexandra Cunha
Alexandra Sofia dos Santos e Cunha, mais conhecida como Alexandra Cunha (Lisboa, 13 de Novembro de 1974) é uma jogadora portuguesa de pool (bilhar).
Alexandra é a atleta portuguesa que conquistou o maior número de medalhas da história desse esporte, tendo sido vitoriosa em inúmeros campeonatos nacionais.
Iniciado a sua carreira no FC Porto,  e passou pelo Sporting e pelo Benfica. Conseguiu a sua mediatização em 2001, quando se tornou a primeira bicampeã nacional portuguesa.
Com mais de 20 internacionalizações, em 2007 conquistou a medalha de bronze no Campeonato de Mundo (BCA) em Las Vegas.